# Jazmine Reeves
Jazmine Reeves (* 30. Januar 1992 in San Bernardino, Kalifornien) ist eine ehemalige US-amerikanische Fußballspielerin.

## Karriere
Während ihres Studiums an der Virginia Tech lief Reeves für die dortige Hochschulmannschaft der Virginia Tech Hokies auf. Im Januar 2014 wurde sie beim College-Draft der NWSL in der dritten Runde an Position 21 von der Franchise der Boston Breakers unter Vertrag genommen und debütierte dort am 15. Mai bei einer Heimniederlage gegen die Chicago Red Stars. Am 28. Mai gelangen ihr bei einem 4:1-Heimsieg über den amtierenden Meister Portland Thorns FC drei Tore, der erst dritte Dreierpack in der Geschichte der NWSL. Im November 2014 erklärte Reeves aus beruflichen Gründen ihre gerade ein Jahr dauernde Profikarriere als beendet.